# مولاي الشيخ
مولاي الشيخ (مواليد 1566، مراكش - توفي 1621م فيجيفانو) أمير مغربي من السعديين، ابن السلطان المسلوخ محمد المتوكل، انتقل لمنفاه بالبرتغال ثم إسبانيا وهو ابن 12 سنة، اعتنق الكاثوليكية في كنيسة الإسكوريال، وتسمى باسم فيليب الأفريقي واشتهر بين الإسبان بلقب الأمير الأسود.توفى سنة 1621بمدينة فيجيفانو يوجد قبره بالكنيسة الكاثوليكية شهادة من قلب المكان سنة 2020وجد قبره Itamarocco عبد الرحيم قبلى

## مسيرته

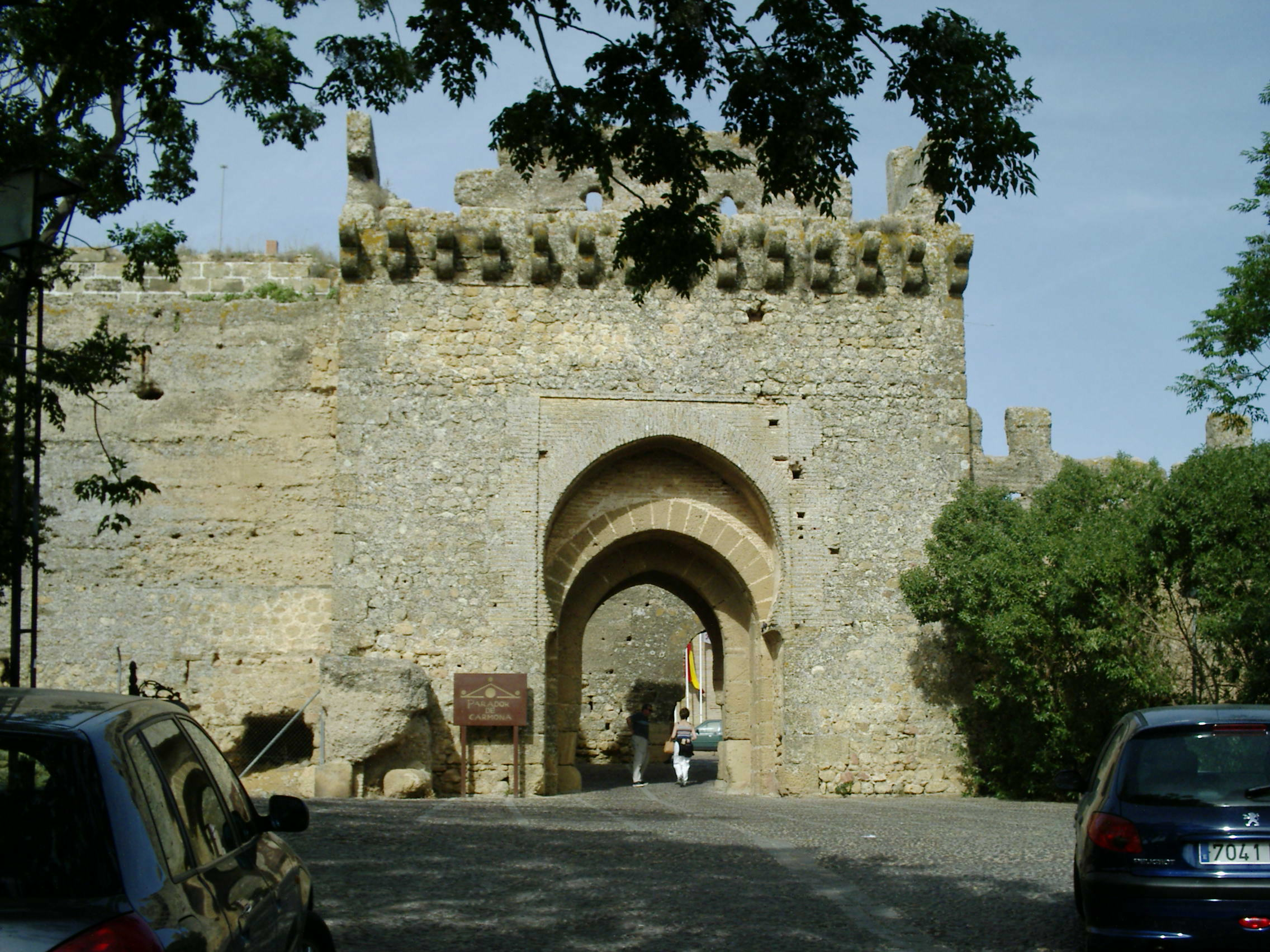
القصر الملكي بقرمونة، حيث تم استضافة مولاي الشيخ.

وجد مولاي الشيخ نفسه وعمره لم يتجاوز بعد ثمان سنوات، منغمسا في معارك مستمرة بين والده محمد المتوكل وعبد الملك، واضطر التدخل شخصيا في احداها. وأمام الصعوبات التي وجدها والده في الحفاظ على حقوقه، طلب المساعدة من سيباستيان ملك البرتغال، فعبر هذا الأخير إلى المغرب صيف 1578 مع أغلب النبلاء البرتغاليين. وانتهت معركة القصر الكبير بموت الملوك الثلاثة بما فيهم والده محمد المتوكل، وإعلان المنصور أخو عبد الملك سلطانا على المغرب. بينما مولاي الشيخ كان لاجئا في مازاغان، التي خرج منها إلى البرتغال هاربا من إمكانية انتقام المنصور منه. فعاش مابين سنوات 1578 و 1589م في بلدات برتغالية مختلفة. انتقل لإسبانيا راكبا أسطولا برتغاليا مكون من أربع سفن، عبر به الوادي الكبير ونزل بميناء كوريا ديل ريو حيث استقبله دون لويس برافو ومروا ب قلعة وادي أيرة متجنبين إشبيلية، قاصدين مدينة قرمونة. ومكثوا ليلة بقرية أطريرة، وكان ينتظرهم بها يهودي متنصر، لبيع بعض المجوهرات للأمير ولتحرير بعض الأسرى. وحاول اليهودي اقناع الخدم اليهود التابعين لحاشية الأمير مولاي الشيخ بالاستقرار بأطريرة بدل قرمونة. وتم ترك عمه مولاي ناصر، الذي خرج حيا من معركة وادي المخازن، وجزءا من الخدم بأطريرة وصرفت لهم ميزانية. استمرت القافلة حتى حطت بقرمونة، حيث كانت تتواجد والدة الأمير، ومكث بها بين 1589 - 1593. كانت إقامة الأمير مولاي الشيخ بالقصر الملكي بقرمونة، وبسبب حجم حاشيته الكبير، احتلوا عشرين منزلا في القرية، جعل أهل قرمونة يحتجون على ذلك. خَلَّف وجود الأمير مولاي الشيخ بالقرية فضول الساكنة، وتخوفت السلطات من احتكاك حاشية الأمير مولاي الشيخ المكونة من 216 مغربي بالموريسكيين في قرمونة وما جاورها من قرى، وتم طرح مشروع نقله لماردة، التي رغم تكاثر العنصر الموريسكي بها إلا أنها بعيدة عن البحر عكس قرمونة.
لفت الأمير مولاي الشيخ انتباه الأديب ميغيل دي ثيربانتس، الذي كان مقيما بالقرية في مهمة. وخلال المدة التي كان فيها الأميران ضمن رعايا فيليب الثاني، كان بمثابة الوسيلة الدبلوماسية المناسبة للحصول على موقع قوة، سواء في المفاوضات مع السلطان المغربي من أجل الحصول منه على تنازل عن العرائش. فتحمل البلاط الإسباني نفقات المرشحين للعرش المغربي وموكبهما الغفير، رغم انه لم يستجب قط لرغبتهما في الذهاب إلى مدريد، حيث كانا يعتقدان انهما سيحصلان على وضع أكثر قوة وتفضيلا انطلاقا من هناك. ومع مرور السنوات، ضعف وضع المرشحين وبدآ يريان كيف أصبح من الصعب عليهما تنظيم عودة إلى بلدهما الاصلي، انطلاقا من إسبانيا، مع ضمان استرجاع العرش الذي ضاع منهما.

### اعتناقه المسيحية

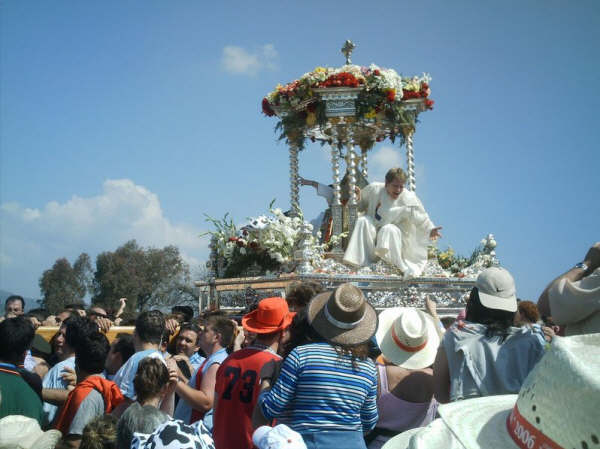
موسم السيدة العذراء دي لا كابيثا، بمحمية طبيعية بمقاطعة جيان.

في سنة 1593 وبعد المشاركة في احتفالية عيد القديسة عذراء لاكابيثا دي أندوخار (es [الإسبانية]) بأندوجر، طلب مولاي الشيخ تعلم أصول الدين من أجل اعتناق المسيحية، وبعد فترة تعليم ديني قصيرة في جيان، تم نقله مع موكبه إلى الإسكوريال بمدريد بهدف الترويج وجعل طقس تعميده مناسبة ودرسا أخلاقيا. ولصغر حجم دير الإسكوريال الذي لم يتسع لكل خدم مولاي الشيخ، وقع الاختيار على بلدة فالديموريو لينزل بها. والتي مازال أحد شوارعها يحمل اسمه. فتم تعميده في يوم 3 نوفمبر 1593م، بحضور النبلاء الإسبان شهودا، فولد مولاي الشيخ القديم عند المسيحيين حاملا اسم دون فيليبي دي أفريكا (بالإسبانية: Don Felipe de África)‏، مستقبلا مياه التعميد من يدي دون غارثيا دي لوايسا كاردينال ومطران طليطلة، وبعرابة فيليب الثاني، الذي منحه اسمه، والأميرة إيزابيل كلارا يوجينيا، وقد نقل الشاعر لوبي دي فيغا تفاصيل هذا الحدث، وذكر اسم الحضور. أما عمه مولاي ناصر فقد استمر في محاولاته لاسترداد العرش، فارجعه الإسبان إلى مليلية سنة 1595، بسبب إثارته للموريسكيين، واستغل الحرب المغربية السونغية التي شنها السلطان المنصور على بلاد السودان الغربي، واستنفر القبائل لمحاربة المنصور، وتصدت له قوات ولي العهد حاكم فاس، الشيخ المأمون، فمات هناك عمه الناصر دون أن يحقق أهدافه.
رفعه دخوله المسيحية إلى درجة عالية في المجتمع الإسباني، حيث اعتبرته الملكية انتصارا كبيرا على عدوها الإيديولوجي والديني، فجعلت منه رمزا تحضره في كثير من المحافل الرسمية مثل دخول فيليب الثالث مدريد سنة 1598، وزفاف ولي العهد والأميرة إيزابيل كلارا يوجينيا في بلنسية سنة 1599، أو أثناء تأدية فيليب الرابع القسم كولي للعهد في لوس خيرونيموس سنة 1608. منذ تعميده، انتقل دون فيليبي دي آفريكا للعيش في قصر صغير فاخر بمفترق طرق بين شارع لاس ويرتاس وشارع الأمير قرب منزل ميغيل دي ثيربانتس.

### العيش في مدريد

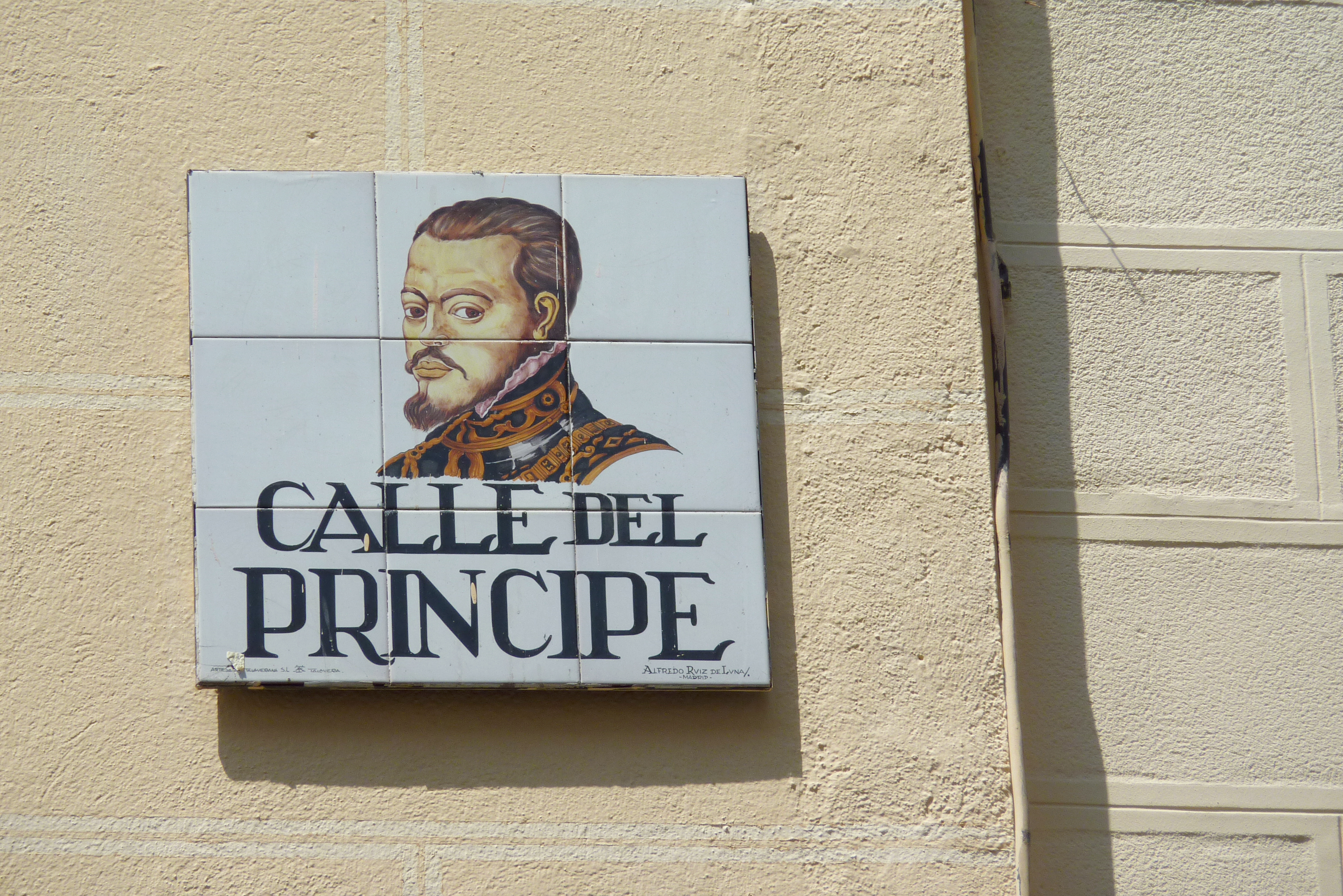
شارع الأمير، مدريد.

صرفت على اقامته تلك أموال كبيرة، وكانت تحجز له مقصورة بفناء عرض المسرحيات في أوج العصر الذهبي الإسباني، لحضور أهم الأعمال الكوميدية لكبار المسرحيين، منهم لوبي دي بيغا، صديق مولاي الشيخ، والذي أهداه قصيدة يمدحه بها.
تجواله بأناقة في أزقة مدريد والاستقبالات التي كان يقيمها في مقر إقامته، أثارت إعجاب جيرانه، وحسب بعض الروايات صار الشارع يعرف بشارع الأمير وهو الاسم الذي مازال يعرف به إلى الآن (Calle del Príncipe). وكان مولاي الشيخ يوقع رسائله بلقب «أمير أفريقيا». وأحسن اللغة الإسبانية، وقال الشعر وتعلق بالشعراء، واندمج أكثر في المجتمع وشارك في حفلات الرقص الخاصة التي كانت تقام بالقصر في تلك السنوات الأخيرة من القرن، وفي رحلات القنص. بعد تعميده بأيام قليلة طلب وسام سانتياغو، بعد ان علم أن مسلم آخر ارتد عن دينه حصل على الوسام قبله بعشرين سنة، فحصل على الوسام، وفي سنة 1596 توصل أيضا بأوسمة بيدمار وألبانتشيث، في أبرشية جيان، مما ضمن له دخلا سنويا يناهز اثني عشر ألف دوكادو. وتم بعثه للخدمة مع الجيش الملكي في فلاندرز.
إسرافه في الإنفاق كانا وراء محاولات إجلائه عن مدريد. وقد تمكن من الصمود أمام تلك المحاولات حتى 1609، سنة إصدار أول الظهائر القاضية بطرد الموريسكيين، فغادر إسبانيا في اتجاه إيطاليا لتجنب الانتقادات التي قد توجه إليه لقربه من البلاط. توفي سنة 1621 بقرية فيجيفانو، فى سنة 2020وجد قبره بشهادة قبلى عبد الرحيم المقيم بالمدينة .

## وصلات خارجية
- أمير سعدي متحول: فيليبي الأفريقي، أمير فاس والمغرب